# Eupyra consors
Eupyra consors är en fjärilsart som beskrevs av William Schaus 1892. Eupyra consors ingår i släktet Eupyra och familjen björnspinnare. Inga underarter finns listade i Catalogue of Life.